# Crocydopora
Crocydopora é um gênero de mariposa pertencente à família Crambidae.